# Steen Andersen Bille (viceamiral)
Steen Andersen Bille, född 5 december 1797, död 2 maj 1883, var en dansk sjöofficer, son till amiral Steen Andersen Bille, far till Frantz Ernst Bille.
Han blev löjtnant 1816 och var därefter ända till 1828 nästan ständigt på resor i olika farvatten, 1820-1825 i fransk tjänst (varunder han bland annat deltog i tåget till Spanien 1823).
1845-1847 förde han som kapten korvetten "Galathea" på den första danska världsomseglingen, utnämndes 1848 till kommendörkapten. Bille tjänade 1848-1850 med utmärkelse i kriget mot Tyskland och utnämndes 1852 till konteramiral. 
Han var i januari 1852-december 1854 marinminister i den konservativa regeringen Ørsted. Senare ställdes han jämte de övriga ministrarna inför riksrätt av de politiska motståndarna för att ha överskridit sina befogenheter genomr rustningar under Krimkriget, men frikändes.
1856 utnämndes han till chef för flottans officerskår och inspektör för flottan. 1860-1863 var han åter marinminister. 1864 blev han viceamiral och skickad till Kina (Qingdynastin) för att ratificera handelsfördraget. 1868 lämnade han sina ämbeten med rang som geheimestatsminister.

## Verk
- Bille, Steen Andersen; Rosen W. v. (1853) (på danska). Beretning om Corvetten Galathea's Reise omkring Jorden i 1845, 46 og 47 (2., forkortede udg. /efter overeenskomst med forfatteren besørget ved W. v. Rosen). Kjøbenhavn: Reitzel. Libris 2563147
- Bille, Steen Andersen (1865) (på danska). Min Reise til China 1864.. Khvn. Libris 2563478
- Bramsen, Christopher Bo (2000) (på engelska). Peace and friendship: Denmark's official relations with China, 1674-2000. Copenhagen: NIAS. Libris 7727349. ISBN 87-87062-82-8